# Sanjao sam noćas da te nemam
 Ovo je glavno značenje pojma Sanjao sam noćas da te nemam. Za hrvatski film iz 2002. pogledajte Sanjao sam noćas da te nemam (2002.).
Sanjao sam noćas da te nemam kompilacijski je album sarajevskog rock sastava Bijelo dugme, na kojemu se nalazi trinaest balada snimljenih u periodu 1974. – 1983., a izlazi 1984.g. Kompilacija nosi ime po njihovoj vrlo popularnoj baladi "Sanjao sam noćas da te nemam", koja se nalazi na albumu Eto! Baš hoću! iz 1976.
Album objavljuje diskografska kuća "Jugoton", a producenti na materijalu su Goran Bregović i Neil Harrison.

## Popis pjesama
1. "Šta bi dao da si na mom mjestu" (Duško Trifunović/Goran Bregović) - 7:44
2. "Ima neka tajna veza" (Duško Trifunović/Bregović) - 3:30
3. "Selma" (Vlado Dijak/Bregović) - 5:43
4. "Došao sam da ti kažem da odlazim" (Bregović) - 3:36
5. "Blues za moju bivšu dragu" (Bregović) - 6:23
6. "Loše vino" (Arsen Dedić/Bregović) - 2:36
7. "Ove ću noći naći blues" (Bregović) - 4:22
8. "Sanjao sam noćas da te nemam" (Bregović) - 6:51
9. "Ne gledaj me tako i ne ljubi me više" (Bregović) - 6:46
10. "Kad zaboraviš juli" (Bregović) - 4:29
11. "Ako možeš zaboravi" (Bregović) - 4:59
12. "Sve će to mila moja prekriti ruzmarin, snjegovi i šaš" (Bregović) - 7:51
13. "Pristao sam biću sve što hoće" (Duško Trifunović/Bregović) - 3:01

## Izvođači
- Željko Bebek - vokal
- Goran Bregović - električna gitara
- Zoran Redžić - bas-gitara
- Goran "Ipe" Ivandić - bubnjevi
- Dragan "Điđi" Jankelić - bubnjevi
- Milić Vukašinović - bubnjevi
- Vlado Pravdić - klavijature
- Laza Ristovski - klavijature

## Zanimljivosti
Inspiriran pjesmom "Sanjao sam noćas da te nemam" hrvatski redatelj Josip Vujčić 2002. snima kratki film "Sanjao sam noćas da te nemam".

## Vanjske poveznice
- Stranice Bijelog dugmeta  Arhivirana inačica izvorne stranice od 20. siječnja 2020. (Wayback Machine)